# Hedebygdens pastorat
Hedebygdens pastorat var ett pastorat inom Svenska kyrkan i Berg-Härjedalens kontrakt av Härnösands stift. Pastoratet uppgick 2017 i Härjedalens pastorat.
Pastoratet låg dels i Härjedalens kommun, dels i Bergs kommun och omfattar från 2010 endast Hedebygdens församling. Före 2010 hette pastoratet Hede pastorat där följande församlingar ingick:
- i Härjedalens kommun:
  - Hede församling
  - Vemdalens församling

- i Bergs kommun:
  - Storsjö församling

Pastoratskod var 101402 